# 언더 파이어 (2017년 영화)
언더 파이어(烽火芳菲, 봉화방비, The Chinese Widow)는 중국에서 제작된 빌 어거스트 감독의 2017년 멜로/로맨스, 전쟁 영화이다. 에밀 허쉬 등이 주연으로 출연하였다.

## 출연

### 주연
- 에밀 허쉬
- 유역비

### 조연
- 엄관
- 위 난
- 여소군

## 제작진
- 시각효과: 대니 김

## 같이 보기
- 둘리틀 공습